# Hiéroglyphe égyptien N3
L'étai suspendu au ciel en hiéroglyphes égyptiens, est classifié dans la section N « Ciel, terre, eau » de la liste de Gardiner ; il y est noté N3.

## Représentation
Il représente la voute céleste à laquelle est suspendu peut être un étai, un sceptre Ouas brisé ou un aviron brisé. 

## Utilisation
| N2 |

| N2 |

C'est un déterminatif du champ lexical de la nuit et de l'obscurité.

## Exemples de mots
| i | x · x | w | N3 · Z2 |

| i | x · x | w | N3 · Z2 |

| a · n · d | w | N3 |

| a · n · d | w | N3 |

| a · x · x | W | N3 |

| a · x · x | W | N3 |